# Rajko Prodanović
Rajko Prodanović (Belgrado, 24 de abril de 1986) es un jugador de balonmano serbio que juega de extremo derecho en el RK Vojvodina. Es un componente de la Selección de balonmano de Serbia.
Con la selección ganó la medalla de plata en el Campeonato Europeo de Balonmano Masculino de 2012 y la medalla de oro en los Juegos Mediterráneos de 2009. En España, jugó en el Club Balonmano Antequera.

## Palmarés

### Meshkov Brest
- Liga de Bielorrusia de balonmano (2): 2017, 2018
- Copa de Bielorrusia de balonmano (2): 2017, 2018

## Clubes
- RK Jugovic ( -2008)
- Club Balonmano Antequera (2008-2010)
- RK Vardar (2010-2011)
- SC Pick Szeged (2011-2013)
- MKB Veszprém (2013)
- Rhein-Neckar Löwen (2013-2014)
- SC Pick Szeged (2014-2016)[2]
- Meshkov Brest (2016-2018)[3]
- RK Vojvodina (2018- )